# Tanztee von unten
Tanztee von unten ist das am 25. Juli 2014 auf dem Label Sounds of Subterrania erschienene Debütalbum der deutschen Band Human Abfall. Neben einer Langspielplatte im Standardformat wurde auch eine limitierte, in Buchbinderleinen gebundene, 180g-Langspielplatte vertrieben.

## Entstehungsgeschichte
Hum Abfall hatten sich im Jahr 2011 gegründet. Nach einem Demo, das sich über 200 mal verkaufte, der ersten EP SNG auf dem Label Spastic Fantastic und einem Samplerbeitrag auf der Kompilation Von Heimat kann man hier nicht sprechen – 13 musikalische Grüße aus der Wohnstadt Stuttgart, unterschrieb die Band auf dem Independent-Label Sounds of Subterrania aus Hamburg, wie die Band selbst dem DIY-Gedanken verpflichtet. Das Album entstand in den Milberg Studios und wurde vom Hausherren des Studios, Ralv Milberg produziert.

## Titelliste
1. Hier und jetzt (2:44)
2. Überkatze (3:44)
3. Psychohygiene fünf minus (2:37)
4. Tanztee von unten (4:17)
5. Schuldenschnitt 1997 (2:38)
6. 14 Tage Urlaub (3:15)
7. Im Rückspiegel (5:13)
8. Jetzt bleib ich alt (3:18)
9. Dauerlauf (3:06)
10. Abgesagt (9:48)
11. Auf in die Zukunft (3:02)

## Versionen
Neben der normalen CD- und LP-Version wurde das Album in einer auf 500 Exemplare limitierten Gatefold-180g-LP veröffentlicht, die in Buchbinderleinen gebunden ist. Dabei handelt es sich um hochwertige Handarbeit.

## Musikstil
Musikalisch ist das Album zwischen Postpunk und Noise angesiedelt. Die Musik ist sphärisch und es wird ein dichter Klangboden erzeugt. Verglichen wird die Musik mit denen der ebenfalls aus Stuttgart stammenden Band Die Nerven sowie den Fehlfarben und den nur kurz existierenden Cockbirds. Die Texte sind hochironisch und schwarzhumoristisch. Sie werden in einer Art wütender Inszenierung vorgetragen, die unter anderem an Dada erinnert. Mit dem Album legten Human Abfall zusammen mit Bands wie Die Nerven den Boden für eine aus Stuttgart stammende Indieszene zwischen Avantgarde und Punk, die zuweilen in Anlehnung an die Hamburger Schule schon als „Neue Stuttgarter Schule“ bezeichnet wird.

## Rezeption
Die Tageszeitung wählte das Album in ihrem Blog am 6. August 2014 zum „Album der Woche“. Christian Ihle merkte an:

„Musikalisch sind Human Abfall bei weitem nicht der Gossenpunk, der ihr Bandname erwarten lässt, sondern wie die Nerven-Kollegen offensichtlich mit Noise wie Postpunk sozialisiert worden, wenngleich ihnen die Sonic Youth – Anklänge der Nerven fern liegen. Textlich zielen Human Abfall ziemlich exakt in die Mitte zwischen dem späten Peter Hein und den leider ja nur kurz existenten Cockbirds, die damals vor bereits acht Jahren so trefflich alle Berlin-Mitte-Neurosen endanalysierten.“

Auch im Ox-Fanzine wurde die Platte hochgelobt. So bezeichnete sie Kalle Stille in seinem Review als „Eine der wichtigsten Platten 2014, wenn nicht die wichtigste. Ein absolutes Muss!“.
Das Plastic Bomb schrieb dazu:

„Beim Hören wird schnell klar, dass Human Abfall etwas Besonderes sind. Sie erschaffen intensive, kalte Klangwelten und bringen diese wieder zum Einsturz. Es könnte der Soundtrack zum Ende der Zivilisation sein. Er wird uns das Sterben erleichtern.“

Spiegel Online besprach das Album in seiner Kolumne „Abgehört: Die wichtigste Musik der Woche“ zusammen mit Trümmer und Alte Sau:

„Human Abfall leben in Stuttgart und Berlin, und spielenden ätzenden, lärmenden, klaustrophobischen, ‚anstrengenden‘ Post-Punk/Noise-Rock, der alle Menschen, die grundsätzlich nicht mehr genervt werden wollen, als Rezipienten ausschließt. Zu wunderbar finsterem Gitarrengesäge werden manisch Merksätze wiederholt: ‚Katzen, mit ihren kleinen Tatzen, schlendern an die Bluttöpfe der Bourgeoisie‘, ‚Herr Ober, bitte nochmal zwei Prosecco, pronto, pronto!‘, ‚Drücken sie die Drei! Drücken sie die Drei! Drücken sie die Drei, um mit einem unserer freundlichen Sachbearbeiter verbunden zu werden!‘. Und: ‚Deutschland, nein danke – keinen Urlaub in Absurdistan.‘ Das ist zermürbend oder großartig, je nachdem, wie viele eigene Probleme man mit in die Beziehung bringt.“